# Björn Höcke
Björn Höcke (født 1. april 1972 i Lünen) er en tysk politiker (AfD). Han er en af to formænd for AfD i delstaten Thüringen og har været gruppeformand i Thüringens landdag siden landdagsvalget i 2014. Indtil sit valg til landdagen var han skolelærer i Bad Sooden-Allendorf i delstaten Hessen, ved grænsen til Thüringen.
Höcke er kendt og berygtet for sine ekstreme anti immigrationsholdninger, for nogle år siden blev AfD medlemmer bedt om at kigge på en række citater fra Höcke og spurgt om hvorvidt det var Höcke eller Hitler der havde ytret dem. Enkelte gættede på de var fra Hitlers Mein Kampf og de fleste kunne ikke læse om hvorvidt de stammede fra partiets egen politiker eller Hitler! Hvad der også var interessant var at ingen virkede til at være vrede eller provokerede over journalistens sammenligning mellem Höcke of Hitler. Höcke er også berygtet for at benytte ord som Lebensraum, begrebet det tyske nazi parti benyttede som “forklaring” på deres udryddelse af millioner af jøder.